# Sundays (flod)
Sundays River er en flod i provinsen Eastern Cape i Sydafrika og er sagt for at være den hurtigste flydende floden i Sydafrika. Khoisan–folket kaldte oprindelig floden Nukakamma (græsfuldt vand) siden flodens bredder altid er grønne og fulde af græs til trods for det tørre terræn som den render gennem.
Oprindelsen til den 250 km lange flod er i Compassberg Mountains (de højeste bjerge i den tidligere Kapprovins) nær Nieu-Bethesda. Floden flyder så generelt i syd–sydøstlig retning, passerer byen Graaff Reinet i Karoo før den bugter sig gennem Zuurberg Mountains før den passerer Kirkwood og Addo i den frugtbare Sundays River Valley. Den munder ud i det Indiske Ocean ved Algoa Bay nær byen Port Elizabeth.
Fish–Sundays–kanalsystemet består af et kanal– og tunnelsystem som leverer vand fra Oranje til Great Fish River Valley og videre til Sundays River Valley for at supplere den eksisterende vandforsyning til Eastern Cape. Siden 1992 har vand fra Sundays River Valley blevet leveret til Port Elizabeth.
- Wikimedia Commons har flere filer relateret til Sundays (flod)

33°42′53″S 25°50′54″Ø / 33.7147°S 25.8483°Ø